# 31 Dywizja Pancerna (ZSRR)
31 Gwardyjska Dywizja Pancerna – związek taktyczny Armii Radzieckiej przejęty przez  Siły Zbrojne Federacji Rosyjskiej.
W końcowym okresie istnienia Związku Socjalistycznych Republik Radzieckich dywizja stacjonowała na terenie Czechosłowacjij. W tym czasie wchodziła w skład Centralnej Grupy Wojsk. Dyslokowana do Rosji i przeformowana w 3 Dywizje Zmechanizowaną. Stacjonowała na terenie Moskiewskiego OW w Dzierżyńsku. Podległa 22 Armii.

## Struktura organizacyjna
Skład w 1990:
- dowództwo i sztab – Bruntal;
- 100 pułk czołgów - Frensztat;
- 237 pułk czołgów - Libawa;
- 77 Gwardyjski pułk czołgów - Kmow;
- 322 pułk zmotoryzowany;
- 1047 pułk artylerii samobieżnej;
- 1143 pułk rakiet przeciwlotniczych.